# نيويورك آيلاندرز
نيويورك آيلاندرز (بالإنجليزية: New York Islanders)‏ هو فريق هوكي جليد أمريكي محترف يلعب في الشعبة المتروبولية من القسم الشرقي في دوري الهوكي الوطني (NHL). حاز على كأس ستانلي اربع مرات أعوام 1980-1984.